# Niederbolsenbach
Niederbolsenbach ist eine Hofschaft in Halver im Märkischen Kreis im nordrhein-westfälischen Regierungsbezirk Arnsberg in Deutschland.

## Lage und Beschreibung
Niederbolsenbach liegt südlich vom Halveraner Hauptort am Bolsenbach, ein Zufluss der Ennepe. Nachbarorte sind der Hauptort, Oberbolsenbach,  Hefendehl, Hulvershorn, Hagedorn und Kreuzweg. Der Ort liegt an der Kreisstraße 37 zwischen dem Halveraner Hauptort und Anschlag. 
Östlich von Niederbolsenbach befindet sich die Trasse der stillgelegten Wuppertalbahn, die hier zu einem Rad- und Fußweg umgestaltet wurde.

## Geschichte
Niederbolsenbach wurde erstmals 1462 urkundlich erwähnt, die Entstehungszeit der Siedlung wird aber für den Zeitraum zwischen 1050 und 1200 infolge der Rodungsphase nach der hochmittelalterlichen Territorialbildung vermutet. Niederbolsenbach war ein Abspliss der Hofschaft Oberbolsenbach.
1818 lebten 18 Einwohner im Ort. Laut der Ortschafts- und Entfernungs-Tabelle des Regierungs-Bezirks Arnsberg wurde Niederbolsenbach unter dem Namen Niedern Bolsenbach als Hof kategorisiert und besaß 1838 eine Einwohnerzahl von 10, allesamt evangelischen Glaubens. Der Ort gehörte zur Lausberger Bauerschaft innerhalb der Bürgermeisterei Halver und besaß zwei Wohnhäuser, eine Fabrik bzw. Mühle und zwei landwirtschaftliche Gebäude.
Das Gemeindelexikon für die Provinz Westfalen von 1887 gibt eine Zahl von 31 Einwohnern an, die in drei Wohnhäusern lebten.